# لویری پورتو سان پاولو
لویری پورتو سان پاولو (به ایتالیایی: Loiri Porto San Paolo) یک کومونه در ایتالیا است که در استان البیا تمپیو واقع شده‌است.

## خصوصیات
لویری پورتو سان پاولو ۱۱۷٫۸ کیلومترمربع مساحت و ۳٬۳۸۳ نفر جمعیت دارد.